# Granada (Antioquia)
Granada – miasto w Kolumbii, w departamencie Antioquia.